# 小口亜紀
小口 亜紀（おぐち あき、1981年4月12日 - ）は、かつてスタイルコーポレーションに所属していた日本の元レースクイーン。長野県岡谷市出身。血液型はO型。

## 人物
- 趣味：料理、書道
- 特技：スノーボード、水泳、マラソン
- 栄養士免許の資格を持つ。

## 主な活動

### レースクイーン
- 2000年：フォーミュラ・ニッポン「Team Le mans」レースクイーン
- 2001年：フォーミュラ・ニッポン「DyDo MIUガール」
- 2002年：JGTC「Team Gaikokuya」レースクイーン

### イメージガール
- スーパー耐久イメージガール「スーパーガールズ2003“大和撫子”」（2003年）
- SUPER GTマレーシアラウンドイメージガール「babes」（2005年、2006年、2007年）

### DVD
- FIVE PINKS MOVE THE DVD （STYLE JAPAN MUSIC・2003年9月27日発売）